# Giorgio V del Regno Unito
(Ultime parole di Giorgio V sul letto di morte)
Giorgio V (nato George Frederick Ernest Albert; Westminster, 3 giugno 1865 – Sandringham, 20 gennaio 1936) è stato re di Gran Bretagna e Irlanda e dei Dominion britannici d'oltremare, nonché imperatore d'India dal 6 maggio 1910 fino alla sua morte, periodo in cui l'impero britannico diventò il più grande di tutti i tempi.
Sotto il suo regno l'Irlanda divenne indipendente e si costituì in Stato Libero d'Irlanda, del quale fu il primo capo di Stato. Fu appassionato di filatelia e di rugby; nel primo campo contribuì proficuamente alla creazione della collezione filatelica reale, mentre sul piano sportivo gli fu intitolato un trofeo sportivo militare da lui personalmente consegnato alla squadra neozelandese che lo vinse.
Sotto il suo regno, l'impero Britannico entrò nella prima guerra mondiale come componente della triplice intesa.

## Biografia

### Infanzia

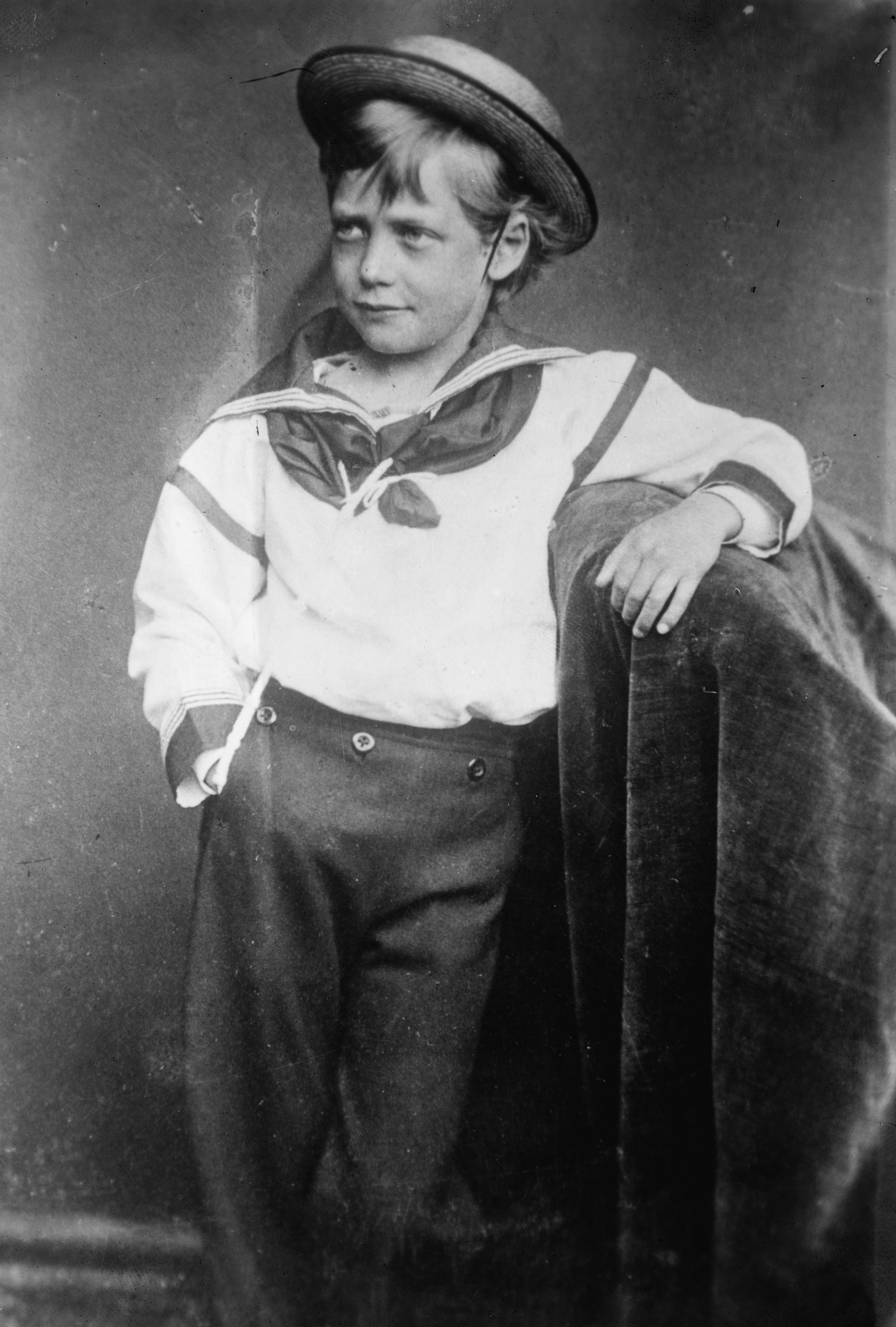
Il principe Giorgio a cinque anni nel 1870

Giorgio nacque a Marlborough House, Londra, dal principe di Galles (poi re Edoardo VII, primo figlio maschio della regina Vittoria e del principe Alberto di Sassonia Coburgo Gotha) e dalla principessa del Galles, Alessandra di Danimarca, figlia di re Cristiano IX di Danimarca. In quanto figlio del principe di Galles Giorgio venne insignito del titolo di Sua Altezza Reale Principe Giorgio del Galles alla nascita. Venne battezzato nella cappella privata al castello di Windsor il 7 luglio 1865 dall'allora arcivescovo di Canterbury Charles Longley.
Come figlio minore dell'erede al trono non vi erano aspettative per Giorgio di diventare un giorno re ma, essendo nato soli 17 mesi dopo il fratello Alberto Vittorio, fu deciso che fossero educati entrambi come principi reali. John Neale Dalton venne nominato loro tutore nel 1871, ma né Alberto Vittorio né Giorgio furono menti eccelse negli studi. Suo padre, osservando la situazione, pensò che la marina fosse "il miglior allenamento per qualunque ragazzo", e per questo nel settembre del 1877, quando Giorgio aveva appena dodici anni, con il fratello entrò come cadetto sulla nave scuola HMS Britannia a Dartmouth (Devon).
Per tre anni, dal 1879 al 1882, i due fratelli servirono come cadetti sulla HMS Bacchante, accompagnati da Dalton. Visitarono l'Impero britannico: Norfolk, le colonie nei Caraibi, il Sudafrica, l'Australia, il Mediterraneo, il Sud America, l'Egitto e l'Asia orientale. In Giappone Giorgio incontrò un artista locale dal quale si fece tatuare un dragone rosso e blu sul braccio. Dalton scrisse un resoconto sul loro soggiorno all'estero dal titolo The Cruise of HMS Bacchante. Tra Melbourne e Sydney, Dalton riportò la visita all'Olandese Volante, una mitica nave fantasma arenata su una spiaggia locale. Al loro ritorno in Gran Bretagna, la regina Vittoria inviò per sei mesi i nipotini a Losanna per apprendere francese e tedesco. Dopo l'esperienza a Losanna i due fratelli presero carriere separate: Alberto Vittorio frequentò il Trinity College di Cambridge, mentre Giorgio continuò nella Royal Navy.

### Il matrimonio

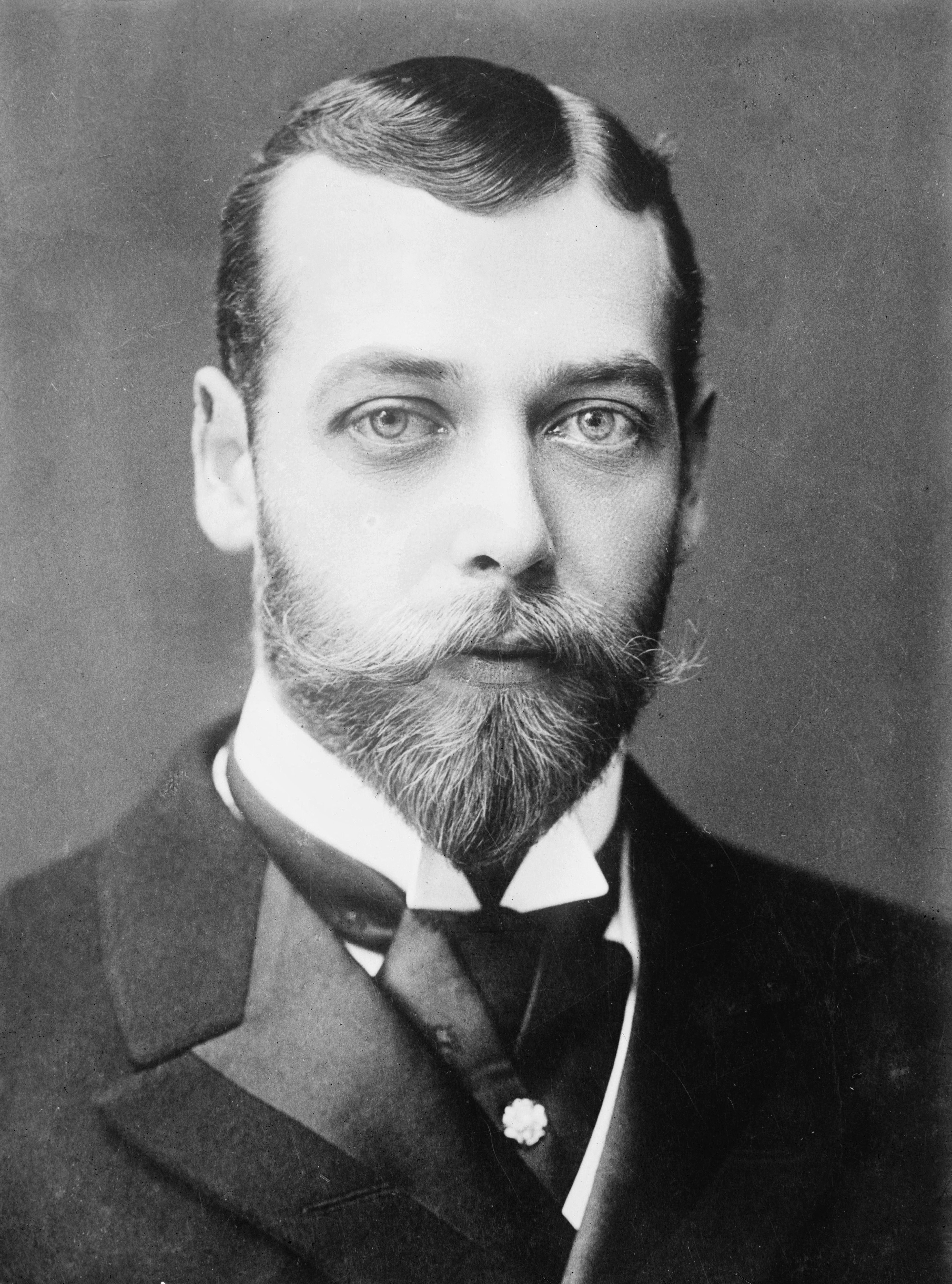
Il principe Giorgio in una fotografia del 1893

Destinato ormai alla carriera militare il principe Giorgio prestò servizio per diversi anni sotto il comando di suo zio, il principe Alfredo, duca di Edimburgo, che era di servizio a Malta. Qui Giorgio crebbe e si innamorò della figlia di suo zio, la sua prima cugina Maria di Edimburgo. Sua nonna, suo padre e suo zio erano tutti concordi su un possibile fidanzamento, ma la madre della giovane, la granduchessa Marija Aleksandrovna di Russia, vi si opponeva. La principessa russa aveva una sorta di anglofobia e la madre di Maria era inoltre l'unica figlia dello zar di Russia in carica ed era dunque sconveniente creare attriti tra i due paesi. Figlia di uno degli imperatori più potenti nel panorama mondiale dell'epoca Marija Aleksandrovna era irritata dall'idea, in quanto moglie di un semplice membro della famiglia reale inglese, di dovere dare precedenza alla mamma di Giorgio, la principessa di Galles, il cui padre era stato un principe minore del panorama tedesco prima di venire inaspettatamente chiamato al trono di Danimarca. Consigliata dalla madre, dunque, Maria venne costretta a rifiutare la proposta di fidanzamento avanzatale da Giorgio e sposerà poi nel 1893 il principe Ferdinando, nipote ed erede del re di Romania.
Nel novembre del 1891 il fratello maggiore di Giorgio, il principe Alberto Vittorio, si fidanzò con la sua seconda cugina, la principessa Vittoria Mary di Teck, conosciuta in famiglia con il soprannome di "May". Il padre di Mary, Francesco, duca di Teck, apparteneva a una linea morganatica della Casa di Württemberg. Sua madre, la principessa Maria Adelaide di Cambridge, era nipote in linea maschile del re Giorgio III del Regno Unito e quindi prima cugina della regina Vittoria.
Appena sei settimane dopo la formalizzazione del fidanzamento tra i due Alberto Vittorio morì di polmonite, lasciando Giorgio al ruolo di secondo in linea di successione al trono dopo il padre. Giorgio si era appena ripreso a sua volta da una seria malattia, dopo essere stato confinato per sei mesi a causa di una febbre tifoidea, male che aveva già ucciso suo nonno il principe Alberto. La regina Vittoria, seppur nel dolore della perdita del nipote, riconsiderò la possibilità di fare sposare la principessa Mary a Giorgio che, dopo la morte del fratello, incominciò sempre più a frequentarla. Un anno dopo la morte di Alberto Vittorio, Giorgio si propose a Mary ed ella accettò. La coppia si sposò il 6 luglio 1893 alla Chapel Royal del St James's Palace di Londra. Durante tutta la loro vita matrimoniale, i due rimasero devoti l'uno all'altra. Giorgio, per sua stessa ammissione, era timido e non portato a esprimere i suoi sentimenti a parole, ma sovente inviava alla moglie lettere o le lasciava note di ammirazione e amore.

### Duca di York
La morte del fratello maggiore pose fine definitivamente alla carriera navale di Giorgio, dal momento che egli era ora il secondo in linea di successione al trono inglese dopo suo padre. Giorgio venne creato duca di York, conte di Inverness e barone Killarney dalla regina Vittoria il 24 maggio 1892 e incominciò a prendere lezioni di storia costituzionale da J. R. Tanner. Dopo il matrimonio di Giorgio con Mary, anche la moglie ottenne il titolo di Sua Altezza Reale la Duchessa di York.
Il duca e la duchessa di York vissero principalmente allo York Cottage, una casa relativamente piccola a Sandringham, nel Norfolk, ove conducevano una vita più simile a quella delle classi agiate borghesi dell'Inghilterra dell'epoca piuttosto che dei reali. Giorgio preferiva una vita perlopiù semplice, tranquilla, in netto contrasto con la vita sociale perseguita da suo padre. Il suo biografo ufficiale, Harold Nicolson, disse di questo periodo di Giorgio come duca di York: "Egli aveva più l'aspetto di un giovane marinaio o di un vecchio re saggio, ma quando divenne duca di York ... non faceva nient'altro che sparare agli animali [andare a caccia] e collezionare francobolli". Giorgio divenne infatti un noto filatelico, cosa che Nicolson odiava molto in realtà, ma Giorgio contribuì comunque grandemente alla costruzione della Royal Philatelic Collection, una delle collezioni più complete di francobolli del Regno Unito e del Commonwealth al mondo, in alcuni casi riportando anche attentamente i prezzi pagati come un vero collezionista amatoriale.
Giorgio e Mary ebbero insieme sei figli. Randolph Churchill disse che Giorgio era un padre molto rigido, che i suoi figli erano terrorizzati da lui, e che Giorgio stesso un giorno avesse confidato a Edward Stanley, XVII conte di Derby: "Mio padre era terrorizzato da sua madre, io sono stato terrorizzato da mio padre, e io sono dannatamente desideroso di vedere che i miei figli siano terrorizzati da me". In realtà non vi è una fonte diretta di questa citazione, ma si ha ragione di credere che Giorgio semplicemente adottasse lo stile di educazione da impartire ai suoi figli al passo con i suoi tempi.

### Principe di Galles
Come duca e duchessa di York Giorgio e Mary ricoprirono diversi incarichi pubblici. Alla morte della regina Vittoria il 22 gennaio 1901, il padre di Giorgio ascese al trono con il nome di Edoardo VII. Giorgio ereditò dunque i titoli di duca di Cornovaglia e duca di Rothesay e ottenne la titolazione di Sua Altezza Reale il Duca di Cornovaglia e York.

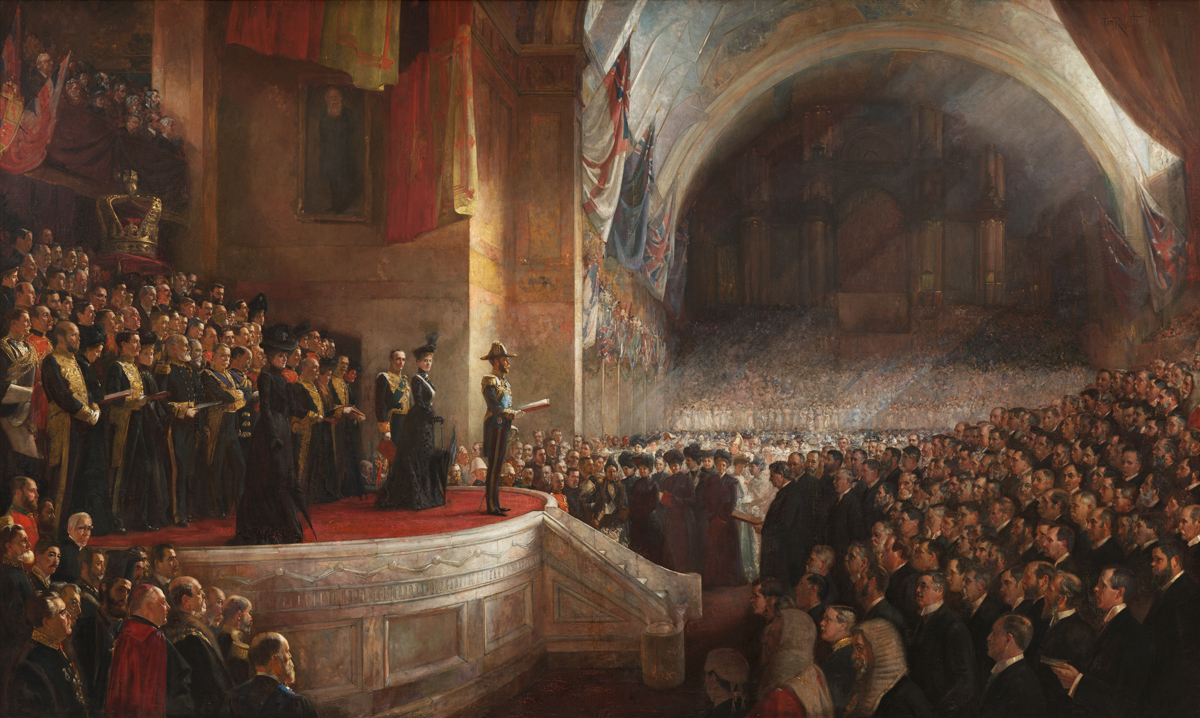
Dipinto che raffigura il duca e la duchessa di York alla cerimonia d'apertura del primo Parlamento d'Australia il 9 maggio 1901

Nel 1901 Giorgio e Mary compirono un tour nell'Impero britannico, facendo tappa in Sudafrica, Australia, Nuova Zelanda, Canada e Terranova. Questo tour venne attentamente disegnato dal segretario per le colonie, Joseph Chamberlain, con il supporto del primo ministro Lord Salisbury, per ricompensare quei dominion che avevano partecipato alla seconda guerra boera del 1899–1902. Giorgio distribuì centinaia di medaglie per la guerra alle truppe coloniali e in Sudafrica la festa per l'avvento dei principi venne particolarmente sentita, con fuochi d'artificio e spettacoli di ogni genere, sebbene non mancassero le contestazioni. Molti afrikaner di Città del Capo, infatti, ebbero da ridire sulle spese sostenute dalla colonia per i festeggiamenti e la sempre maggiore difficoltà nel conciliare la loro cultura afrikaner-olandese con lo status di sudditi britannici.
In Australia il duca aprì la prima sessione del parlamento australiano dalla creazione del Commonwealth. In Nuova Zelanda lodò il valore militare, il coraggio, la lealtà e l'obbedienza del popolo neozelandese, e il tour stesso diede alla Nuova Zelanda la possibilità di mostrare il proprio progresso, in particolare nelle comunicazioni e nelle industrie. L'obiettivo implicito era quello di evidenziare le attrattive turistiche del paese per potenziali immigranti, evitando il crescere di nuove tensioni sociali, focalizzando l'attenzione della stampa britannica su una terra poco nota. Al suo ritorno in Gran Bretagna, in un discorso alla London's Guildhall, Giorgio ebbe "l'impressione che, dopo avere viaggiato oltremare, il Vecchio Paese dovesse risvegliarsi se intendeva mantenere quella posizione di preminenza nel commercio coloniale contro altri concorrenti stranieri".
Il 9 novembre 1901 Giorgio venne creato principe di Galles e conte di Chester. Re Edoardo VII era desideroso di preparare suo figlio al futuro ruolo di re. In contrasto con Edoardo stesso, che la regina Vittoria aveva deliberatamente escluso dagli affari di Stato, a Giorgio venne dato pieno accesso a tutti i documenti di Stato da suo padre. Giorgio, dal canto suo, permise alla moglie di vedere tutte le sue carte, dal momento che la riteneva consigliere indispensabile nella sua attività e che spesso ella preparava i discorsi al marito.
Dal novembre del 1905 al marzo del 1906 Giorgio e Mary compirono un tour in India (di cui era imperatore il re d'Inghilterra), dove il principe rimase particolarmente disgustato dalla discriminazione razziale presente nella società indiano-inglese e si impegnò perché gli indiani venissero maggiormente coinvolti negli affari di governo del paese. Il viaggio venne immediatamente seguito da una tappa in Spagna per il matrimonio di re Alfonso XIII con Vittoria Eugenia di Battenberg, occasione nella quale i due sposi scamparono a un attentato ai loro danni. Una settimana dopo essere tornato in patria, Giorgio e Mary si recarono in Norvegia per l'incoronazione di re Haakon VII e della regina Maud, sorella di Giorgio.

### Re e imperatore

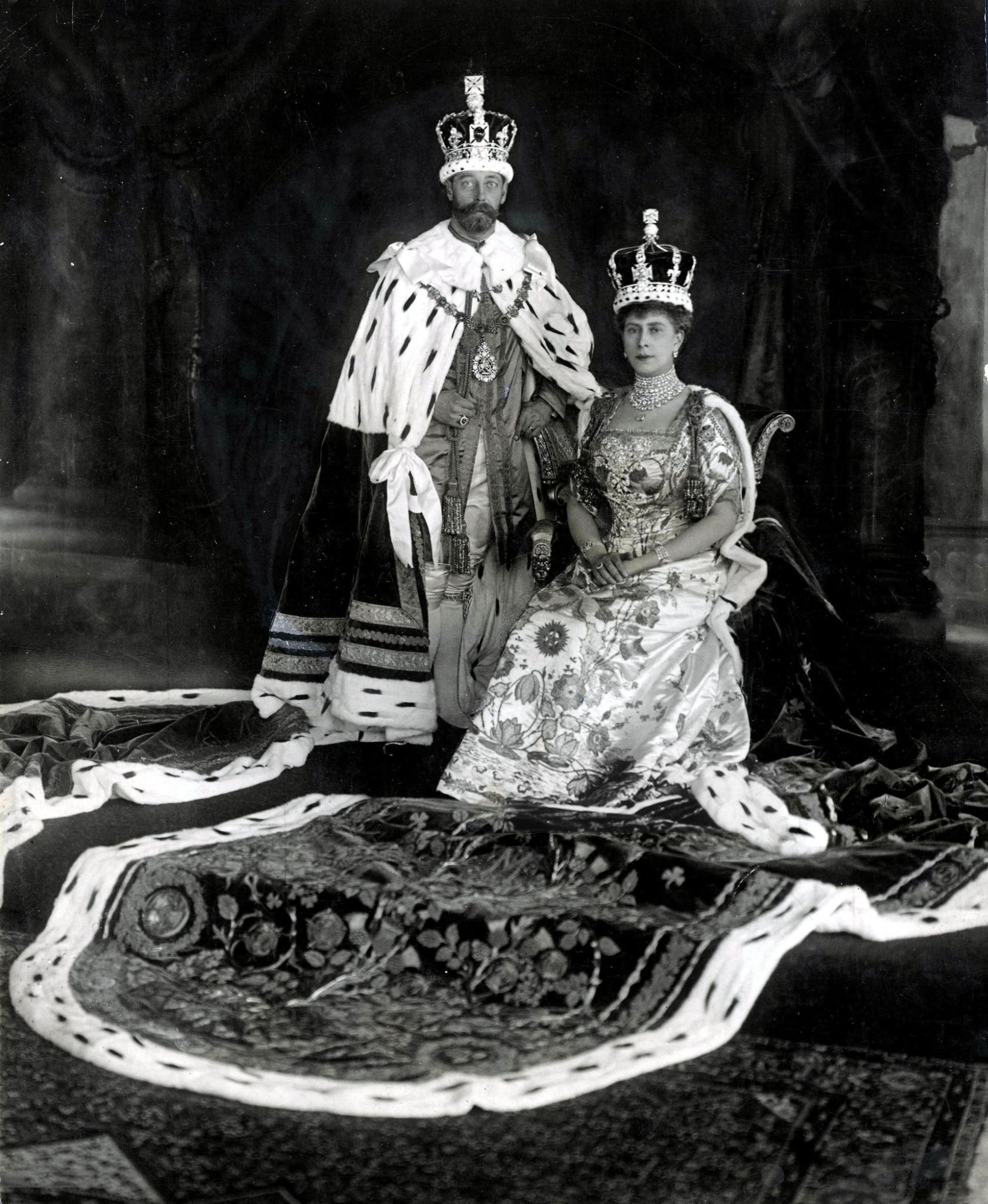
Giorgio V e la consorte nel giorno della cerimonia d'incoronazione, 1911

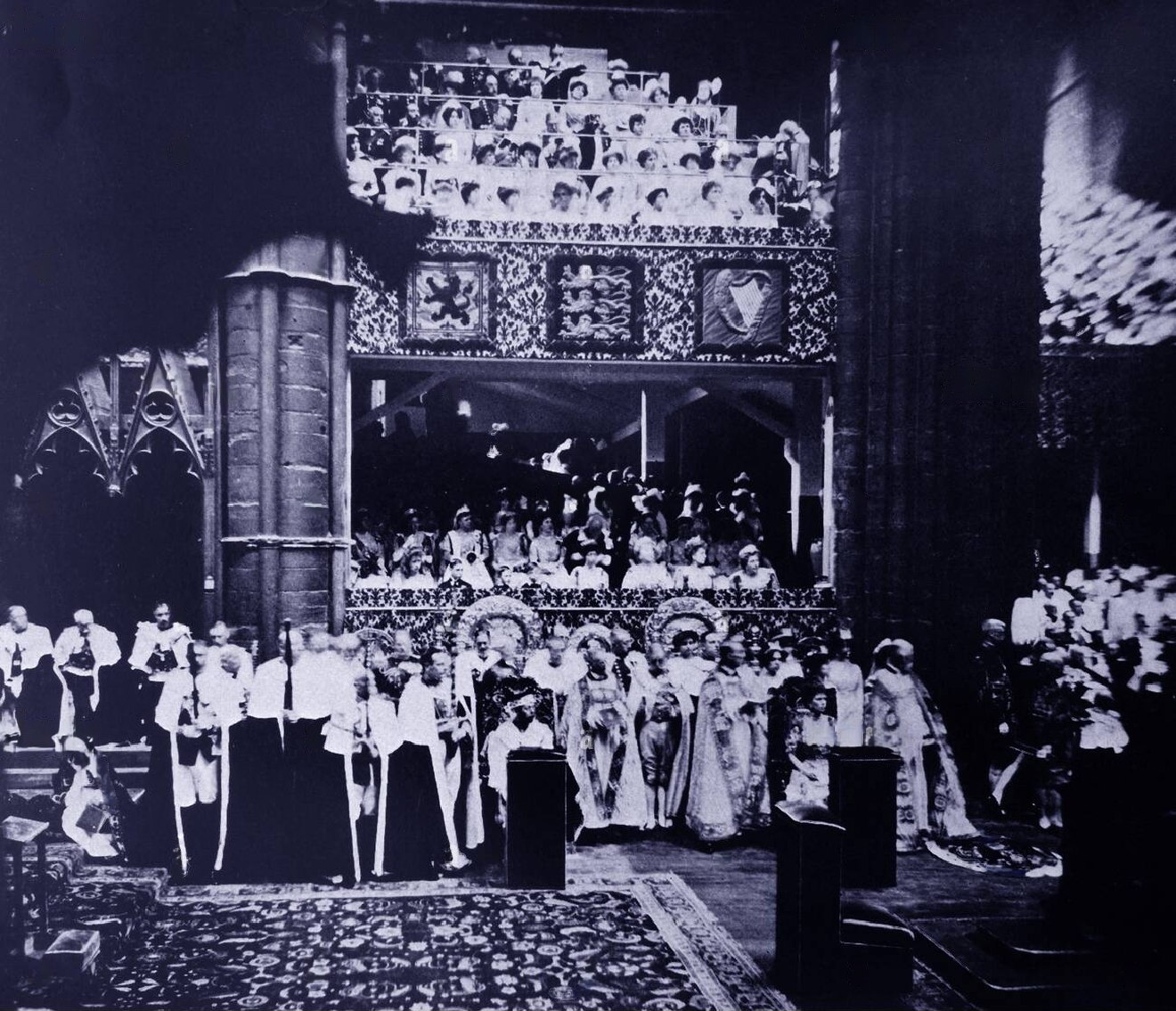
Giorgio V e la consorte nel giorno della cerimonia d'incoronazione

Il 6 maggio 1910 il re Edoardo VII morì e Giorgio divenne il nuovo sovrano del Regno Unito. Egli scrisse nel suo diario: "Ho perduto il mio migliore amico e ho perduto il padre migliore del mondo... Non ho mai avuto nulla da ridire con lui in tutta la mia vita. Il mio cuore è spezzato ma Dio mi aiuterà nelle mie responsabilità e la cara Mary sarà il mio conforto come è sempre stata. Possa Dio rafforzarmi e guidarmi nel pesante compito che mi è piombato addosso".
La moglie di Giorgio V, ora nuova regina consorte, aveva i nomi di Victoria Mary con i quali firmava i documenti ufficiali; il nuovo re le chiese di sceglierne uno, che avrebbe usato da quel momento in poi, ed ella scelse quello di Mary, preferendolo a Victoria per non offuscare la memoria della regina Vittoria; pertanto ella divenne la regina Mary. Sul finire di quell'anno, un propagandista radicale, Edward Mylius, rese pubblica la falsa notizia che Giorgio si era segretamente sposato a Malta in gioventù e dopo il suo matrimonio con la regina Mary era divenuto bigamo. La bugia giunse alla stampa nel 1893, ma Giorgio l'aveva bollata come una bufala. Nel tentativo di fermare i pettegolezzi Mylius venne arrestato e, riconosciutosi colpevole del libello criminale, venne condannato a un anno di prigione.
Giorgio si dimostrò subito intollerante alle parole anti-cattoliche contenute nell'Accession Declaration, che era richiesta per l'apertura del primo parlamento da parte del nuovo sovrano. Egli fece sapere che si sarebbe rifiutato di inaugurare la prima sessione del parlamento se fosse stato obbligato a utilizzare quelle parole. Venne pertanto creato l'Accession Declaration Act 1910, che accorciava la dichiarazione e rimuoveva le frasi considerate dal sovrano come offensive della dignità dei cattolici inglesi.
L'incoronazione di Giorgio e Mary ebbe luogo all'abbazia di Westminster il 22 giugno 1911 e venne celebrata con il Festival of Empire a Londra. Nel luglio di quell'anno il re e la regina si recarono in visita in Irlanda per cinque giorni, ricevendo una calda accoglienza, con centinaia di persone che seguirono inneggianti il corteo. Nel 1911 il re e la regina viaggiarono in India per il Delhi Durbar, dove presenziarono all'assemblea dei dignitari e dei principi indiani come imperatore e imperatrice d'India il 12 dicembre. Giorgio indossò per l'occasione la Imperial Crown of India, da poco creata, e decretò lo spostamento della capitale indiana da Calcutta a Delhi. La coppia reale viaggiò nel continente e Giorgio colse l'occasione per prendere parte a una grande caccia in Nepal, uccidendo 21 tigri, 8 rinoceronti e un orso in 10 giorni. Il 18 dicembre 1913 sparò a un centinaio di fagiani in sole sei ore nella residenza di Lord Burnham, riconoscendo per quel giorno di aver "esagerato un poco".

#### La politica nazionale

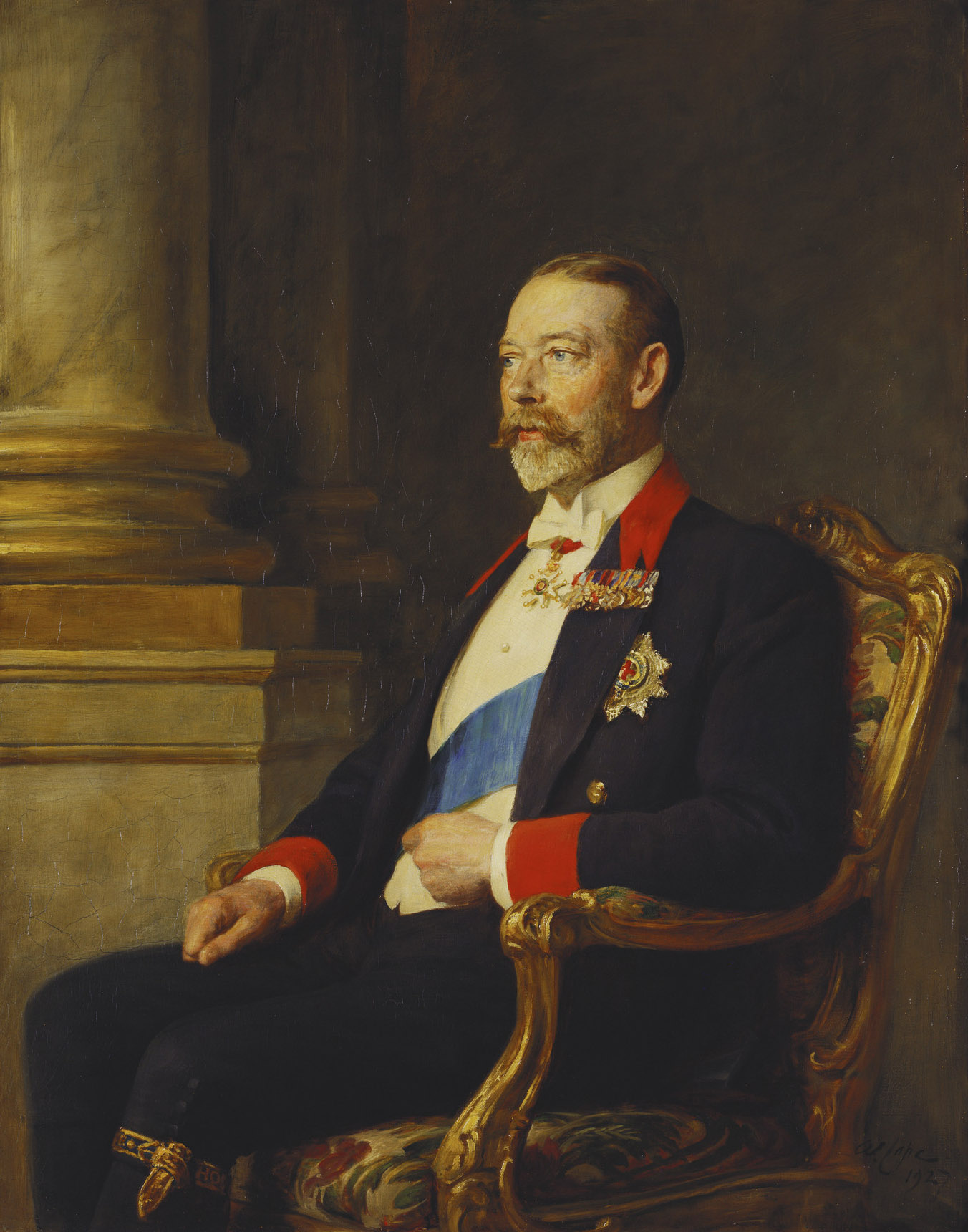
Ritratto del re Giorgio V (opera di Arthur Stockdale Cope, e parte della Royal Collection)

Giorgio ereditò il trono inglese in un periodo particolarmente turbolento della storia nazionale. Il People's Budget di David Lloyd George era stato rigettato l'anno precedente dai Conservatori e dagli Unionisti che dominavano la Camera dei lord, contravvenendo alla convenzione, che datava all'epoca ormai due secoli, secondo la quale alla Camera Alta era precluso imporre il veto su una legge finanziaria. Il primo ministro liberale Herbert Henry Asquith aveva chiesto al precedente sovrano di opporre il proprio veto alla decisione, così da forzare i lord a propendere per l'approvazione della legge; Edoardo, riluttante, aveva accettato di sciogliere le camere e così, dopo le elezioni generali del gennaio del 1910, i Conservatori riuscirono a fare approvare il bilancio.
Asquith provò a limitare il potere dei Lord proponendo nuove riforme costituzionali, ma ancora una volta la camera alta bloccò tutto. Alla fine, nel novembre del 1910, si tenne una conferenza tra le due parti: Asquith e Lord Crewe, capo dei liberali nella Camera dei Lord, chiesero a Giorgio di sciogliere le camere per indire nuove elezioni generali, con la promessa, da parte di quest'ultimo, di nominare un numero di Pari di tendenze liberali sufficiente a non bloccare nuovamente l'attività legislativa. Se Giorgio si fosse rifiutato, il governo liberale si sarebbe dimesso, perché il sovrano così facendo avrebbe dimostrato di appoggiare il conflitto dei "Lord contro il popolo". I due segretari privati del re, lord Knollys e lord Stamfordham, diedero a Giorgio consigli opposti: Knollys, che era liberale, consigliò a Giorgio V di accettare le richieste del Gabinetto, mentre Stamfordham, unionista di fede, consigliò al monarca di accettare le dimissioni del governo. Come suo padre, Giorgio si risolse infine a nominare nuovi Pari di tendenza liberale, anche se si sentì in questa decisione accerchiato da cause di forza maggiore. Dopo le elezioni generali del dicembre 1910, i Lord lasciarono passare la legge per paura di trovarsi nuovi liberali nella Camera Alta. Il successivo Parliament Act 1911 rimosse permanentemente (con alcune eccezioni) il potere di veto dei Lord alle leggi.
Le elezioni generali del 1910 avevano lasciato ai liberali un governo di minoranza, dipendente quasi esclusivamente dal supporto del Partito Nazionalista Irlandese. Come auspicato dai Nazionalisti Asquith presentò la Home Rule, una legge che avrebbe concesso all'Irlanda la piena amministrazione interna dello Stato, ma i Conservatori e gli Unionisti vi si opposero. Quando le tensioni salirono sull'Home Rule Bill, che non sarebbe mai stato approvato senza il parere favorevole del parlamento, le relazioni tra Knollys e i Conservatori si deteriorarono e portarono al suo ritiro. Intenzionato a evitare a tutti i costi una guerra civile in Irlanda tra Unionisti e Nazionalisti Giorgio V convocò una conferenza di tutti i partiti a Buckingham Palace nel luglio del 1914, nel tentativo di negoziare un accordo comune. Dopo quattro giorni di riunione, la conferenza si concluse ancora senza un accordo. Il 18 settembre 1914 il re diede il proprio assenso all'Home Rule Bill, ma venne subito posto il Suspensory Act a causa dello scoppio della prima guerra mondiale.

### Prima guerra mondiale

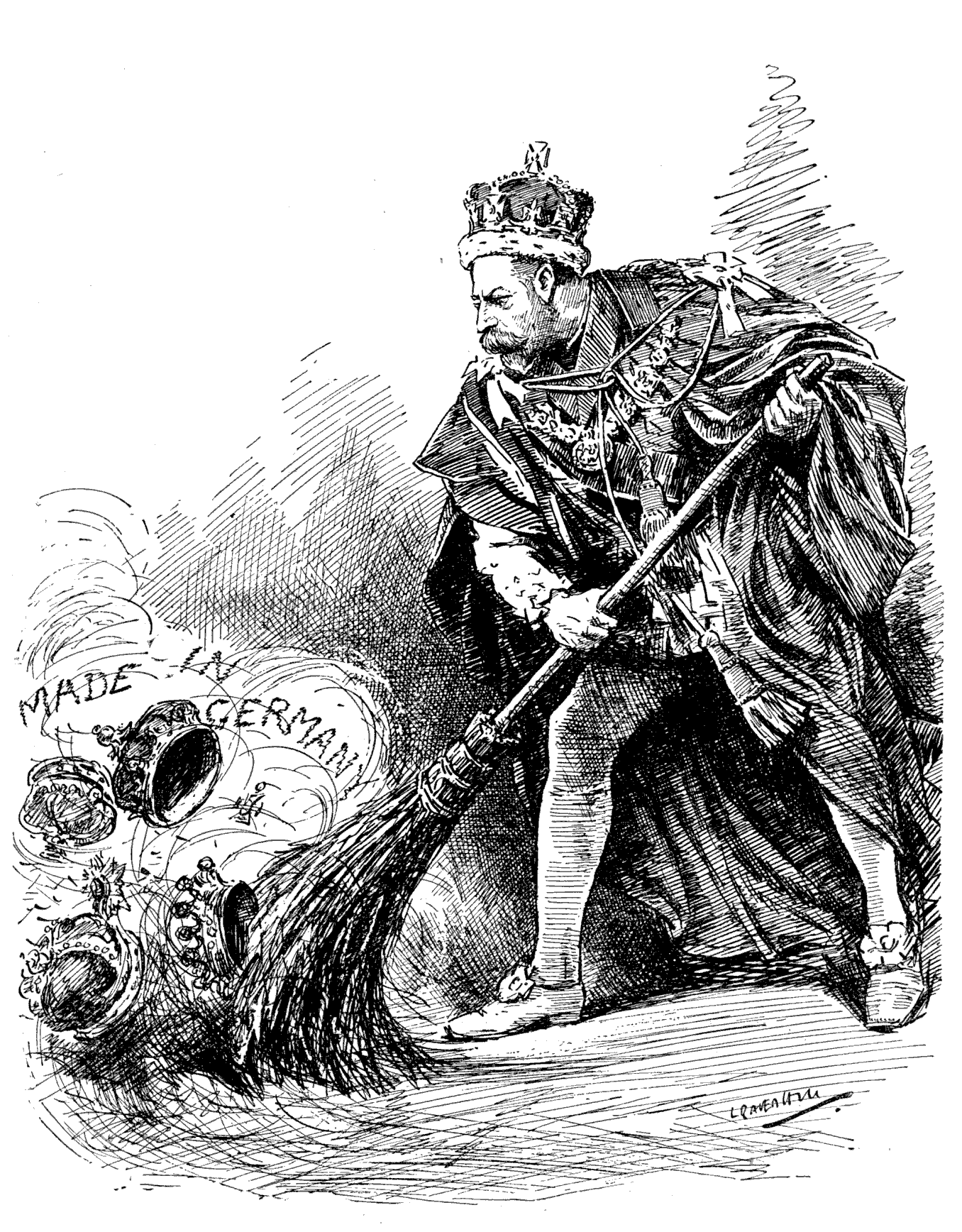
"Una buona pulizia"
Una vignetta satirica del 1917 pubblicata sul periodico Punch presenta Giorgio nell'atto di spazzare via i suoi titoli tedeschi (si noti la scritta "Made in Germany").

Dal 1914 al 1918, il Regno Unito si trovò in guerra con la Germania. Il Kaiser tedesco Guglielmo II, che per gli inglesi simboleggiava tutti gli orrori della guerra in corso, era primo cugino del re inglese in quanto la madre di Guglielmo II, Vittoria di Sassonia-Coburgo-Gotha era sorella del padre di Giorgio V, Edoardo VII. Erano quindi tra loro cugini primi e nipoti abiatici di Vittoria, regina del Regno Unito di Gran Bretagna e Irlanda. Il nonno paterno del re era inoltre il principe Alberto di Sassonia-Coburgo-Gotha e come conseguenza il re e i suoi discendenti portavano anche i titoli di principe e principessa di Sassonia-Coburgo-Gotha. Anche la regina Mary, per quanto inglese come sua madre, era figlia del Duca di Teck, discendente dai duchi di Württemberg tedeschi. Il re aveva dunque cognati e cugini che erano inglesi ma che portavano titoli tedeschi come duchi e duchesse di Teck, principi e principesse di Battenberg e principi e principesse di Schleswig-Holstein. Quando H. G. Wells scrisse di una "corte aliena e poco ispiratrice", Giorgio rispose "Io potrò essere di poca ispirazione, ma io sia dannato se mi sento alieno!"
Il 17 luglio 1917 Giorgio accondiscese al sentimento patriottico britannico emanando un proclama reale con il quale mutava il nome della propria casata da Sassonia-Coburgo-Gotha in Windsor, derivando il proprio cognome da uno dei castelli inglesi favoriti dalla regina Vittoria. Come lui tutti i suoi parenti abbandonarono i loro titoli tedeschi e adottarono invece cognomi anglofoni. Giorgio ricompensò i suoi parenti maschi creandoli pari nel Regno Unito. Suo cugino, il principe Luigi di Battenberg, che già prima della guerra era stato costretto a rinunciare alla sua carica di First Sea Lord per sentimenti antitedeschi, divenne noto come Louis Mountbatten, I marchese di Milford Haven, mentre i fratelli della regina Mary divennero Adolfo Cambridge, I marchese di Cambridge, e Alexander Cambridge, I conte di Athlone. Le cugine di Giorgio, le principesse Maria Luisa ed Elena Vittoria di Schleswig-Holstein abbandonarono le loro designazioni territoriali.

Con una lettera patente dell'11 dicembre 1917 il re decise di restringere il titolo di "Sua Altezza Reale" e la dignità titolare di "Principe (o principessa) di Gran Bretagna e Irlanda" ai soli figli del sovrano in carica, ai figli dei figli del sovrano e alle mogli dei figli dei figli del sovrano. La lettera patente stabilisce inoltre che "i titoli di Altezza Reale, Altezza o Altezza Serenissima, e la dignità titolare di principe e principessa non potessero essere revocati a quanti già li possedevano". I membri della famiglia reale inglese che decisero invece di combattere sul fronte tedesco come per esempio Ernesto Augusto, III duca di Cumberland e Teviotdale (pronipote di Giorgio III) e Carlo Edoardo, duca di Albany e duca regnante di Sassonia-Coburgo-Gotha (nipote per linea maschile della regina Vittoria), vennero tagliati fuori da queste patenti. I loro titoli inglesi vennero sospesi nel 1919 con un Order in Council già basato sul Titles Deprivation Act 1917. Su pressione della regina madre Alessandra, Giorgio rimosse inoltre le bandiere dei suoi parenti tedeschi dalla cappella di San Giorgio del castello di Windsor, sede degli annuali incontri tradizionali dell'Ordine della Giarrettiera da cui i tedeschi vennero esclusi.

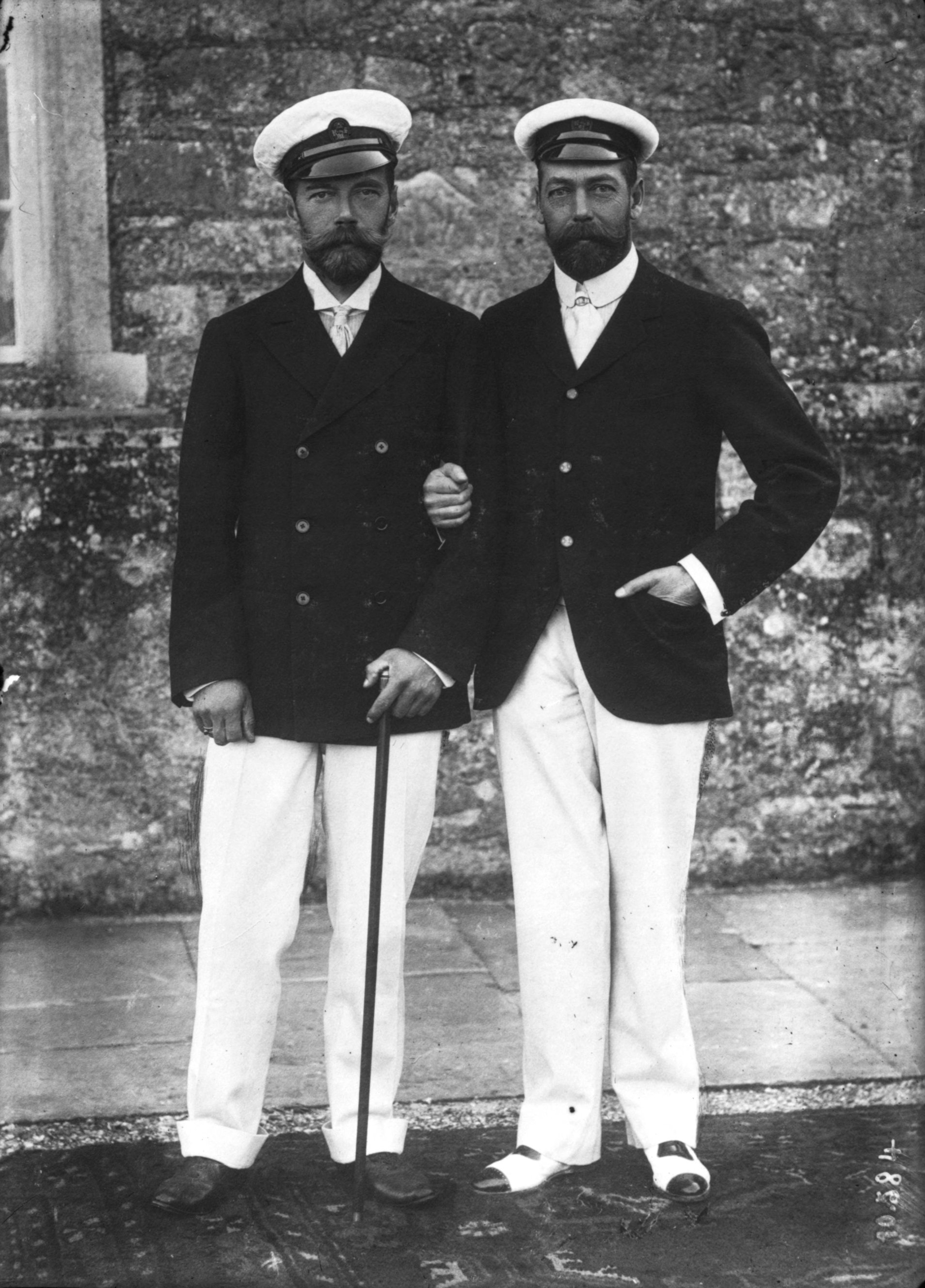
Lo zar Nicola II di Russia (a sinistra) con suo cugino il principe Giorgio del Galles (futuro Giorgio V), in una fotografia del 1908. È notevole la somiglianza tra i due cugini.

Quando Nicola II di Russia, il primo cugino di Giorgio (le loro madri erano sorelle), venne detronizzato dalla Rivoluzione russa del 1917, il governo britannico offrì asilo politico allo zar e alla sua famiglia, ma vedendo il peggiorare degli eventi e le condizioni del popolo britannico, temendo Giorgio stesso una rivoluzione nelle isole britanniche, il sovrano pensò che la presenza dei reali di Russia sarebbe stata inappropriata in quelle circostanze. Malgrado Lord Mountbatten di Burma abbia scritto che fu il primo ministro Lloyd George a opporsi al salvataggio della famiglia imperiale russa, le lettere di Lord Stamfordham suggeriscono invece che fu Giorgio V a opporsi a questo salvataggio contro il parere favorevole del governo. Un piano avanzato per il recupero della famiglia era già stato preparato da MI1, un ramo dei servizi segreti britannici, ma per il rafforzarsi delle posizioni dei bolscevichi e le difficoltà nella conduzione della guerra, il piano non venne mai messo in opera. Lo zar e i suoi parenti più stretti rimasero in Russia e vennero quindi uccisi dai bolscevichi nel 1918.
 L'anno successivo invece la madre di Nicola (zia di Giorgio) Maria Feodorovna di Russia (Dagmar di Danimarca) ed altri membri della famiglia imperiale russa vennero salvati in Crimea da una nave britannica.
Due mesi dopo la fine della guerra il figlio minore del re, il principe Giovanni, morì all'età di tredici anni dopo una vita con una salute cagionevole. Giorgio venne informato della morte del figlio dalla regina Mary, che scrisse "[Giovanni] è stato una grande ansia per tutti noi per anni... il primo anello della catena della famiglia che si spezza è duro da sopportare ma le persone sono state così gentili e disponibili con noi che questo ci ha aiutato così tanto".
Nel maggio del 1922 il re si recò in visita in Belgio e nel Nord della Francia, visitando i cimiteri di guerra locali e i memoriali costruiti dalla Imperial War Graves Commission. L'evento venne descritto in una poesia, The King's Pilgrimage di Rudyard Kipling. Il tour comportò anche una breve visita in Italia nel 1923 e fu l'ultima volta dopo la fine della guerra nella quale Giorgio accettò di abbandonare il suo paese.

### Il difficile dopoguerra e gli ultimi anni
Dopo la fine del conflitto Giorgio V assistette ai difficili anni del dopoguerra, che portò un generale malessere tra la popolazione, abbassandone le qualità di vita, anche se era stata apportata qualche innovazione positiva, come per esempio nel 1918 la concessione del suffragio universale maschile e la parziale concessione del voto alle donne. Frattanto, nel 1919, alla Conferenza di Versailles, il Regno Unito ottenne i mandati internazionali sulla Palestina, la Transgiordania e buona parte delle colonie tedesche in Africa. Durante il suo regno l'Impero britannico raggiunse la sua massima espansione (1921). Si interessò alla politica irlandese esprimendo orrore e sdegno al primo ministro David Lloyd George per gli eccessi della repressione e riconoscendo, nel 1921, l'indipendenza dello Stato Libero d'Irlanda all'interno del Commonwealth. Nel 1922 una nave della marina britannica fu da lui inviata in Grecia per salvare i suoi cugini, principe Andrea di Grecia e la principessa Alice di Battenberg e i loro bambini (incluso il principe Filippo, che diventò poi il marito di una nipote di Giorgio V, la regina Elisabetta II) dal colpo di Stato militare seguito alla disfatta nella guerra con i turchi. Sempre nel 1922 fu riconosciuta la formale indipendenza all'Egitto, che rimase però sotto il suo protettorato.
Nel 1924 andò al governo il tory Stanley Baldwin, che in politica estera nel 1925 fece aderire il paese al patto di Locarno, mentre all'interno si rivelò un conservatore estremista. Durante lo sciopero generale dei minatori del 1926 il re prese le parti degli scioperanti, dichiarando a chi li indicava come rivoluzionari: "Provate a vivere con le loro paghe prima di giudicarli". Il primo ministro inglese invece considerava lo sciopero un atto di eversione e alla fine, nel 1927, fece approvare un'impopolare legge antisindacale, che proibiva gli scioperi di solidarietà, i picchettaggi di massa e l'iscrizione ai sindacati dei dipendenti pubblici. Com'era prevedibile, alle successive elezioni del 1929 i conservatori persero e tornarono in auge i laburisti, andati al governo per la prima volta già nel 1924. Nuovo primo ministro fu Ramsay MacDonald, il cui atto di governo più importante fu l'emanazione, da parte del Parlamento inglese, dello Statuto di Westminster del 1931, che concedeva un'ampia autonomia interna dei dominion nell'ambito dell'Impero.
Nel 1935, precisamente il 6 maggio, celebrò il Giubileo d'argento per i 25 anni di regno; per la celebrazione furono organizzati numerosi eventi a cui presenziarono i membri della famiglia reale, specialmente il futuro Edoardo VIII, Alberto duca di York e la duchessa Elizabeth Bowes-Lyon.
Il re soffrì a lungo di enfisema polmonare, bronchite anche in forma cronica e pleurite. Nel 1928 il re si ammalò seriamente e per due mesi Edoardo assunse i doveri del re. Giorgio si ritirò per un breve periodo alla residenza balneare di Bognor Regis nel West Sussex. Non si rimise mai completamente e negli ultimi anni dovette essere aiutato con l'ossigeno.
 Morì il 20 gennaio 1936 (due giorni prima del 35º anniversario della morte della nonna Regina Vittoria) per complicazioni sorte durante la cura e fu tumulato nella cappella di St. George nel Castello di Windsor. Per omaggio al padre i quattro figli montarono di guardia, come picchetti d'onore, al catafalco del padre nella notte del 28 gennaio, il giorno prima del funerale.

### Tributi
Una statua del re Giorgio V a cavallo fu innalzata all'ingresso della città di Brisbane nel 1938 come tributo dei cittadini australiani del Queensland. La piazza su cui posa era originariamente "Piazza Alberto" e poi fu rinominata "piazza Re Giorgio". A Londra una statua di William Reid Dick raffigurante il Re posa sul lato est dell'Abbazia di Westminster. Il King George V Playing Fields è una fondazione commemorativa di re Giorgio V istituita nel 1936 da una commissione presieduta dal sindaco della City of London. Questa fondazione ha creato numerosi spazi aperti al pubblico – di cui uno a Londra - amministrati dalla National Playing Fields Association.
Durante il Mandato britannico della Palestina in Gerusalemme e Tel Aviv gli furono dedicate diverse strade Rehov ha-Melekh George.
Il campo nazionale di Saint John's a Terranova fu intitolato "Parco re Giorgio V" nel 1925.
Durante la prima e la seconda guerra mondiale due navi della Marina navale britannica furono battezzate HMS King George V.

## Matrimonio e figli

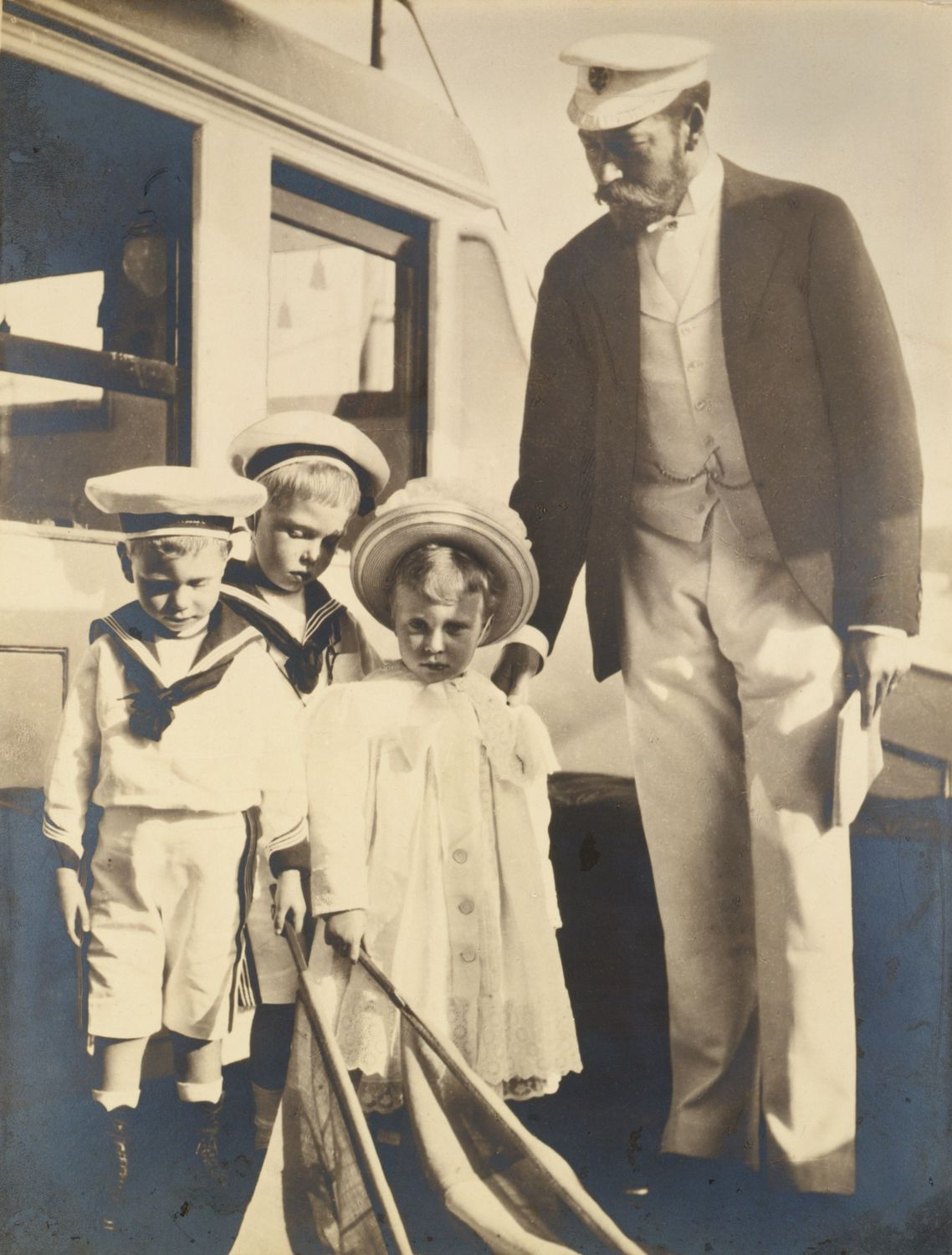
Giorgio, duca di York, con i suoi figli Edoardo, Alberto e Mary (1899)

Giorgio V sposò il 6 luglio 1893, nella Cappella Reale del Palazzo di St. James a Londra, la principessa Maria di Teck. La coppia ebbe sei figli:
- Re Edoardo VIII del Regno Unito (23 giugno 1894 - 28 maggio 1972), sposò Wallis Simpson, senza eredi
- Re Giorgio VI del Regno Unito (nome di nascita: Alberto, 14 dicembre 1895 - 6 febbraio 1952), sposò Elizabeth Bowes-Lyon, con discendenza
- Mary, principessa reale (25 aprile 1897 - 28 marzo 1965), sposò Henry Lascelles, VI conte di Harewood, con discendenza
- Principe Henry, duca di Gloucester (31 marzo 1900 - 10 giugno 1974), sposò Alice Christabel Montagu-Douglas-Scott, con discendenza
- Principe Giorgio, duca di Kent (20 dicembre 1902 - 25 agosto 1942), sposò la principessa Marina di Grecia, con discendenza
- Principe John Windsor (12 luglio 1905 - 18 gennaio 1919)

## Nella cultura di massa
- Nel film W.E. - Edward e Wallis (2011) è interpretato da James Fox.
- Nel film Il discorso del re (2010) è interpretato da Michael Gambon.
- Nel film The King's Man - Le origini (2021) è interpretato da Tom Hollander.

## Titolatura
- 3 giugno 1865 – 24 maggio 1892: Sua Altezza Reale il Principe Giorgio di Galles, Principe del Regno Unito di Gran Bretagna e Irlanda, Duca di Sassonia, Principe di Sassonia-Coburgo e Gotha
- 4 agosto 1884 – 24 maggio 1892: Sua Altezza Reale il Principe Giorgio di Galles, Principe del Regno Unito di Gran Bretagna e Irlanda, Duca di Sassonia, Principe di Sassonia-Coburgo e Gotha, K.G.
- 24 maggio 1892 – 5 luglio 1893: Sua Altezza Reale il Principe Giorgio, Duca di York, Principe del Regno Unito di Gran Bretagna e Irlanda, Duca di Sassonia, Principe di Sassonia-Coburgo e Gotha, K.G.
- 5 luglio 1893 – 30 giugno 1897: Sua Altezza Reale il Principe Giorgio, Duca di York, Principe del Regno Unito di Gran Bretagna e Irlanda, Duca di Sassonia, Principe di Sassonia-Coburgo e Gotha, K.G., K.T.
- 30 giugno 1897 – 20 agosto 1897: Sua Altezza Reale il Principe Giorgio, Duca di York, Principe del Regno Unito di Gran Bretagna e Irlanda, Duca di Sassonia, Principe di Sassonia-Coburgo e Gotha, K.G., K.T., G.C.V.O.
- 20 agosto 1897 – 22 gennaio 1901: Sua Altezza Reale il Principe Giorgio, Duca di York, Principe del Regno Unito di Gran Bretagna e Irlanda, Duca di Sassonia, Principe di Sassonia-Coburgo e Gotha, K.G., K.T., K.P., G.C.V.O.
- 22 gennaio 1901 – 9 marzo 1901: Sua Altezza Reale il Principe Giorgio, Duca di York e di Cornovaglia, Principe del Regno Unito di Gran Bretagna e Irlanda, Duca di Sassonia, Principe di Sassonia-Coburgo e Gotha, K.G., K.T., K.P., G.C.V.O.
  - in Scozia: Sua Altezza Reale il Principe Giorgio, Duca di Rothesay, Conte di Carrick, Barone di Renfrew, Signore delle Isole e Principe e Grande intendente di Scozia, K.G., K.T., K.P., G.C.V.O.
- 9 marzo 1901 – 9 novembre 1901: Sua Altezza Reale il Principe Giorgio, Duca di York e di Cornovaglia, Principe del Regno Unito di Gran Bretagna e Irlanda, Duca di Sassonia, Principe di Sassonia-Coburgo e Gotha, K.G., K.T., K.P., G.C.V.O., G.C.M.G.
  - in Scozia: Sua Altezza Reale il Principe Giorgio, Duca di Rothesay, Conte di Carrick, Barone di Renfrew, Signore delle Isole e Principe e Grande intendente di Scozia, K.G., K.T., K.P., G.C.V.O., G.C.M.G.
- 9 novembre 1901 – 31 marzo 1903: Sua Altezza Reale il Principe Giorgio, Principe del Galles e Conte di Chester, Duca di York e di Cornovaglia, Principe del Regno Unito di Gran Bretagna e Irlanda, Duca di Sassonia, Principe di Sassonia-Coburgo e Gotha, K.G., K.T., K.P., G.C.V.O., G.C.M.G.
  - in Scozia: Sua Altezza Reale il Principe Edoardo, Duca di Rothesay, Conte di Carrick, Barone di Renfrew, Signore delle Isole e Principe e Grande intendente di Scozia, K.G., K.T., K.P., G.C.V.O., G.C.M.G.
- 31 marzo 1903 – 28 settembre 1905: Sua Altezza Reale il Principe Giorgio, Principe del Galles e Conte di Chester, Duca di York e di Cornovaglia, Principe del Regno Unito di Gran Bretagna e Irlanda, Duca di Sassonia, Principe di Sassonia-Coburgo e Gotha, K.G., K.T., K.P., G.C.V.O., G.C.M.G., I.S.O.
  - in Scozia: Sua Altezza Reale il Principe Edoardo, Duca di Rothesay, Conte di Carrick, Barone di Renfrew, Signore delle Isole e Principe e Grande intendente di Scozia, K.G., K.T., K.P., G.C.V.O., G.C.M.G., I.S.O.
- 28 settembre 1905 – 6 maggio 1910: Sua Altezza Reale il Principe Giorgio, Principe del Galles e Conte di Chester, Duca di York e di Cornovaglia, Principe del Regno Unito di Gran Bretagna e Irlanda, Duca di Sassonia, Principe di Sassonia-Coburgo e Gotha, K.G., K.T., K.P., G.C.V.O., G.C.M.G., G.C.S.I., G.C.I.E., I.S.O.
  - in Scozia: Sua Altezza Reale il Principe Giorgio, Duca di Rothesay, Conte di Carrick, Barone di Renfrew, Signore delle Isole e Principe e Grande intendente di Scozia, K.G., K.T., K.P., G.C.V.O., G.C.M.G., G.C.S.I., G.C.I.E., I.S.O.
  - 17 luglio 1910 - 6 maggio 1917: Sua Altezza Reale il Principe Giorgio, Principe del Galles e Conte di Chester, Duca di York e di Cornovaglia, Principe del Regno Unito di Gran Bretagna e Irlanda, K.G., K.T., K.P., G.C.V.O., G.C.M.G., G.C.S.I., G.C.I.E., I.S.O.
- 6 maggio 1910 – 20 gennaio 1936: Sua Maestà il Re
  - occasionalmente, al di fuori del Regno Unito, Sua Maestà Imperiale il Re-Imperatore
  - S.M. Giorgio V, per la Grazia di Dio, del Regno Unito di Gran Bretagna e Irlanda e dei Domini Britannici d'Oltremare Re, Difensore della Fede, Imperatore d'India

## Stemmi e stendardi personali
Come duca di York lo stemma di Giorgio era composto dallo stemma reale inglese con sovrapposto lo stemma del Regno di Sassonia, differenziato da un lambello d'argento a tre punte con ancore d'azzurro. Come principe di Galles il labello centrale perse la sua ancora. Come re portò le insegne reali ufficiali.

Nel 1917, per decreto, rimosse lo scudetto sassone dallo stemma regio per sé e per tutti i suoi discendenti domiciliati nel Regno Unito.

Stemma di Giorgio, duca di York
Stemma di Giorgio, principe del Galles
Stemma di Giorgio V nel Regno Unito (a eccezione della Scozia) e nell'Impero britannico
Stemma di Giorgio V in Scozia
Il monogramma personale di re Giorgio V
Il monogramma personale di re Giorgio V e della regina Mary

## Ascendenza
|                                   |                                                                |                                                      | Genitori                                        |  |  | Nonni |  |  | Bisnonni                            |  |  | Trisnonni                                       |  |
|                                   |                                                                |                                                      |                                                 |  |  |       |  |  | Ernesto I di Sassonia-Coburgo-Gotha |  |  | Francesco Federico di Sassonia-Coburgo-Saalfeld |  |
|                                   |                                                                |                                                      |                                                 |  |  |       |  |  | Ernesto I di Sassonia-Coburgo-Gotha |  |  | Francesco Federico di Sassonia-Coburgo-Saalfeld |  |
|                                   |                                                                | Augusta di Reuss-Ebersdorf                           |                                                 |  |  |       |  |  | Ernesto I di Sassonia-Coburgo-Gotha |  |  |                                                 |  |
| Alberto di Sassonia-Coburgo-Gotha |                                                                |                                                      |                                                 |  |  |       |  |  | Ernesto I di Sassonia-Coburgo-Gotha |  |  |                                                 |  |
|                                   |                                                                | Luisa di Sassonia-Gotha-Altenburg                    | Augusto di Sassonia-Gotha-Altenburg             |  |  |       |  |  |                                     |  |  |                                                 |  |
|                                   |                                                                | Luisa di Sassonia-Gotha-Altenburg                    | Augusto di Sassonia-Gotha-Altenburg             |  |  |       |  |  |                                     |  |  |                                                 |  |
|                                   |                                                                | Luisa di Sassonia-Gotha-Altenburg                    | Luisa Carlotta di Meclemburgo-Schwerin          |  |  |       |  |  |                                     |  |  |                                                 |  |
| Edoardo VII del Regno Unito       |                                                                | Luisa di Sassonia-Gotha-Altenburg                    |                                                 |  |  |       |  |  |                                     |  |  |                                                 |  |
|                                   |                                                                | Edoardo Augusto di Hannover                          | Giorgio III del Regno Unito                     |  |  |       |  |  |                                     |  |  |                                                 |  |
|                                   |                                                                | Edoardo Augusto di Hannover                          | Giorgio III del Regno Unito                     |  |  |       |  |  |                                     |  |  |                                                 |  |
|                                   |                                                                | Edoardo Augusto di Hannover                          | Carlotta di Meclemburgo-Strelitz                |  |  |       |  |  |                                     |  |  |                                                 |  |
| Vittoria del Regno Unito          |                                                                | Edoardo Augusto di Hannover                          |                                                 |  |  |       |  |  |                                     |  |  |                                                 |  |
|                                   |                                                                | Vittoria di Sassonia-Coburgo-Saalfeld                | Francesco Federico di Sassonia-Coburgo-Saalfeld |  |  |       |  |  |                                     |  |  |                                                 |  |
|                                   |                                                                | Vittoria di Sassonia-Coburgo-Saalfeld                | Francesco Federico di Sassonia-Coburgo-Saalfeld |  |  |       |  |  |                                     |  |  |                                                 |  |
|                                   |                                                                | Vittoria di Sassonia-Coburgo-Saalfeld                | Augusta di Reuss-Ebersdorf                      |  |  |       |  |  |                                     |  |  |                                                 |  |
| Giorgio V del Regno Unito         |                                                                | Vittoria di Sassonia-Coburgo-Saalfeld                |                                                 |  |  |       |  |  |                                     |  |  |                                                 |  |
|                                   | Federico Guglielmo di Schleswig-Holstein-Sonderburg-Glücksburg | Federico Carlo di Schleswig-Holstein-Sonderburg-Beck |                                                 |  |  |       |  |  |                                     |  |  |                                                 |  |
|                                   | Federico Guglielmo di Schleswig-Holstein-Sonderburg-Glücksburg | Federico Carlo di Schleswig-Holstein-Sonderburg-Beck |                                                 |  |  |       |  |  |                                     |  |  |                                                 |  |
|                                   | Federico Guglielmo di Schleswig-Holstein-Sonderburg-Glücksburg | Federica di Schlieben                                |                                                 |  |  |       |  |  |                                     |  |  |                                                 |  |
| Cristiano IX di Danimarca         | Federico Guglielmo di Schleswig-Holstein-Sonderburg-Glücksburg |                                                      |                                                 |  |  |       |  |  |                                     |  |  |                                                 |  |
|                                   |                                                                | Luisa Carolina d'Assia-Kassel                        | Carlo d'Assia-Kassel                            |  |  |       |  |  |                                     |  |  |                                                 |  |
|                                   |                                                                | Luisa Carolina d'Assia-Kassel                        | Carlo d'Assia-Kassel                            |  |  |       |  |  |                                     |  |  |                                                 |  |
|                                   |                                                                | Luisa Carolina d'Assia-Kassel                        | Luisa di Danimarca                              |  |  |       |  |  |                                     |  |  |                                                 |  |
| Alessandra di Danimarca           |                                                                | Luisa Carolina d'Assia-Kassel                        |                                                 |  |  |       |  |  |                                     |  |  |                                                 |  |
|                                   |                                                                | Guglielmo d'Assia-Kassel                             | Federico d'Assia-Kassel                         |  |  |       |  |  |                                     |  |  |                                                 |  |
|                                   |                                                                | Guglielmo d'Assia-Kassel                             | Federico d'Assia-Kassel                         |  |  |       |  |  |                                     |  |  |                                                 |  |
|                                   |                                                                | Guglielmo d'Assia-Kassel                             | Carolina Polissena di Nassau-Usingen            |  |  |       |  |  |                                     |  |  |                                                 |  |
| Luisa d'Assia-Kassel              |                                                                | Guglielmo d'Assia-Kassel                             |                                                 |  |  |       |  |  |                                     |  |  |                                                 |  |
|                                   |                                                                | Luisa Carlotta di Danimarca                          | Federico di Danimarca                           |  |  |       |  |  |                                     |  |  |                                                 |  |
|                                   |                                                                | Luisa Carlotta di Danimarca                          | Federico di Danimarca                           |  |  |       |  |  |                                     |  |  |                                                 |  |
|                                   |                                                                | Luisa Carlotta di Danimarca                          | Sofia Federica di Meclemburgo-Schwerin          |  |  |       |  |  |                                     |  |  |                                                 |  |
|                                   |                                                                | Luisa Carlotta di Danimarca                          |                                                 |  |  |       |  |  |                                     |  |  |                                                 |  |

### Ascendenza patrilineare
1. Teodorico I, conte di Wettin
2. Dedo I di Wettin
3. Teodorico I di Lusazia
4. Thimo, conte di Brehna
5. Corrado, margravio di Meißen
6. Ottone II, margravio di Meißen
7. Teodorico, margravio-vescovo di Meißen
8. Enrico III, margravio di Meißen
9. Alberto II, margravio di Meißen
10. Federico I, margravio di Meißen
11. Federico II, margravio di Meißen
12. Federico III, margravio di Meißen
13. Federico I, principe elettore di Sassonia
14. Federico II, principe elettore di Sassonia
15. Ernesto, principe elettore di Sassonia
16. Giovanni, principe elettore di Sassonia
17. Giovanni Federico, principe elettore di Sassonia
18. Giovanni Guglielmo, duca di Sassonia-Weimar
19. Giovanni di Sassonia-Weimar
20. Ernesto I, duca di Sassonia-Gotha e di Sassonia-Altenburg
21. Giovanni Ernesto, duca di Sassonia-Coburgo-Saalfeld
22. Francesco Giosea, duca di Sassonia-Coburgo-Saalfeld
23. Ernesto Federico, duca di Sassonia-Coburgo-Saalfeld
24. Francesco Federico, duca di Sassonia-Coburgo-Saalfed
25. Ernesto I di Sassonia-Coburgo-Gotha, duca di Sassonia-Coburgo-Gotha
26. Alberto, principe consorte del Regno Unito
27. Edoardo VII, re del Regno Unito e imperatore d'India
28. Giorgio V, re del Regno Unito e imperatore d'India

## Onorificenze

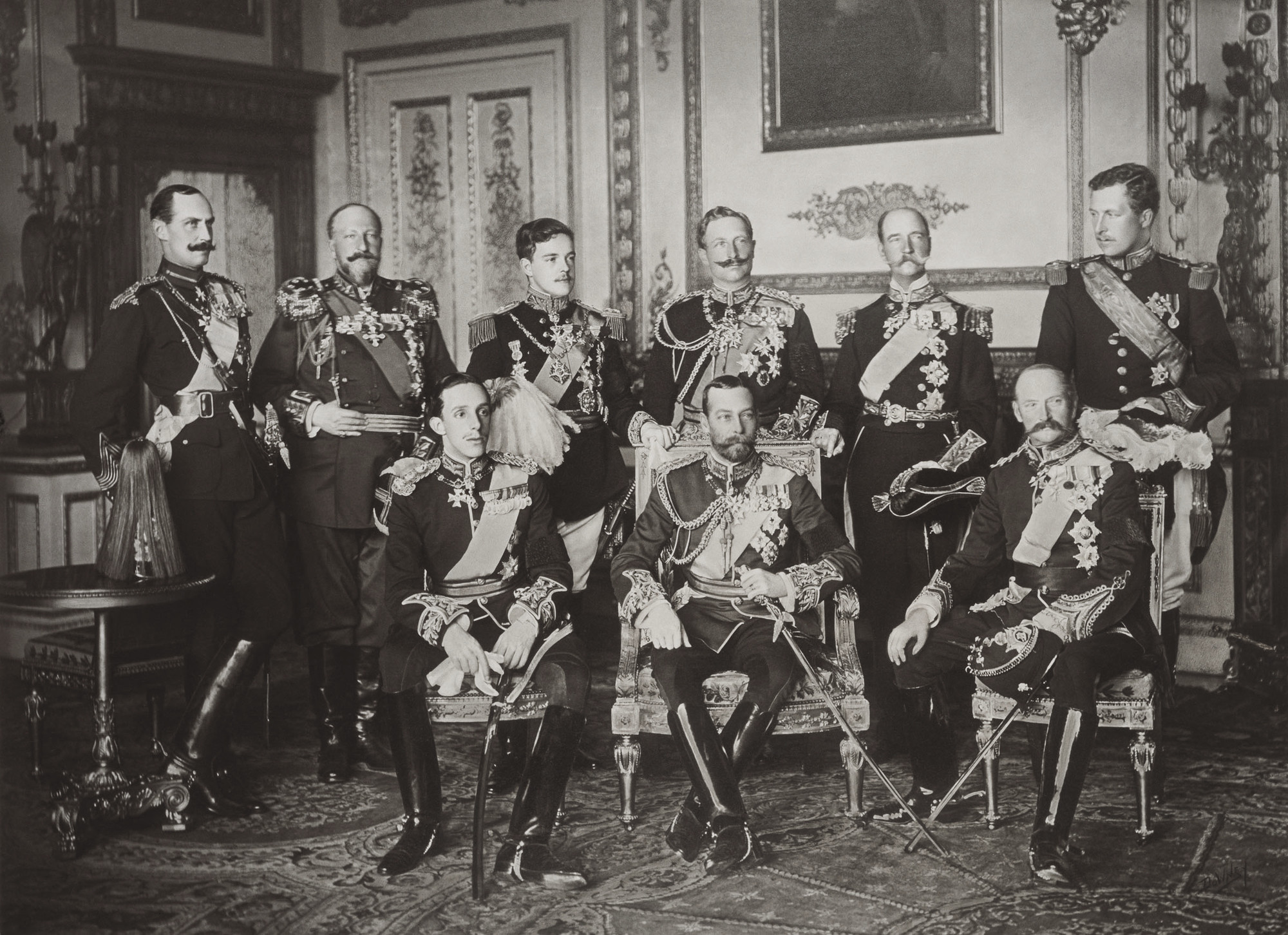
I nove sovrani a Windsor al funerale di Re Edoardo VII, fotografati il 20 maggio 1910. In piedi, da sinistra a destra: Re Haakon VII di Norvegia, Zar Ferdinando di Bulgaria, Re Manuele II del Portogallo e dell'Algarve, Kaiser Guglielmo II di Germania e Prussia, Re Giorgio I di Grecia e Re Alberto I del Belgio. Seduti, da sinistra a destra: Re Alfonso XIII di Spagna, Re Giorgio V del Regno Unito e Re Federico VIII di Danimarca.

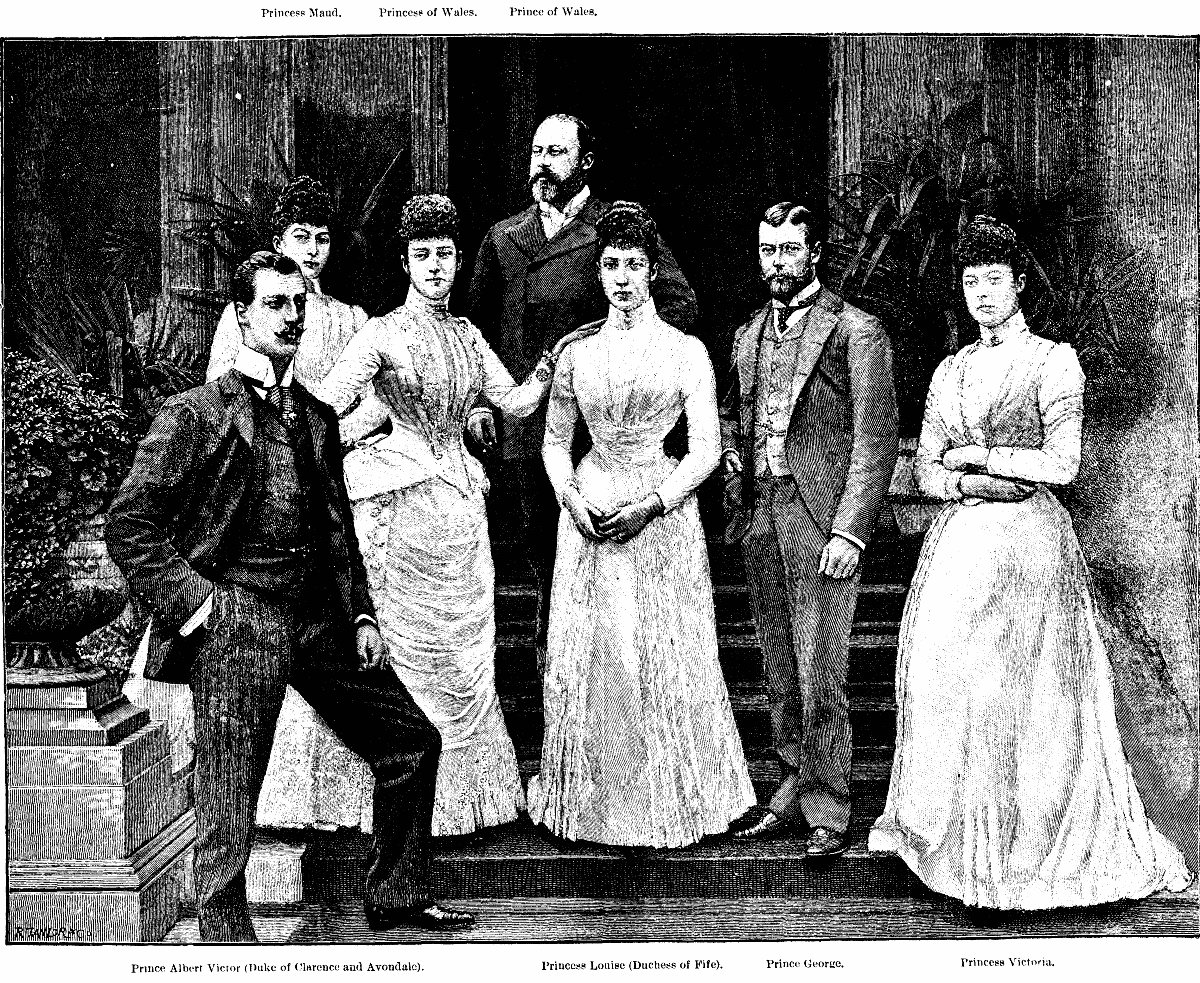
Giorgio e la sua famiglia (1891). Da sinistra a destra: il fratello Alberto Vittorio, la sorella Maud, la madre Alessandra, il padre Edoardo VII, la sorella Luisa, Giorgio e la sorella Vittoria.

### Incarichi amministrativi
- Membro del Consiglio privato di sua maestà (P.C.), 18 luglio 1894
- Presidente del Royal Highland and Agricultural Society of Scotland, 1893 – 1895
- Presidente della Reale Società Agricola d'Inghilterra, 1897 – 1903

### Titoli e gradi militari inglesi
- Cadetto, settembre 1877
- Guardiamarina, 8 gennaio 1880
- Sostituto luogotenente, 3 giugno 1884
- Luogotenente, 8 ottobre 1885
- Aiutante di Campo personale di S. M. la regina (AdC (P)), 21 giugno 1887
- Comandante, 24 agosto 1891
- Capitano, 2 gennaio 1893
- Contrammiraglio, 1º gennaio 1901
- Aiutante di Campo personale di S. M. il Re (AdC (P)), 25 febbraio 1901
- Vice ammiraglio, 26 giugno 1903
- Ammiraglio, 1907
- Ammiraglio della flotta, 1910
- Field Marshal, 1910
- Alto ufficiale della RAF, 1919
- Colonnello onorario del 4th County of London Yeomanry Regiment (King′s Colonials), 29 novembre 1901
- Colonnello in capo dei Royal Welsh Fusiliers, 21 dicembre 1901

### Titoli e gradi militari stranieri
- À la suite della Marina Imperiale tedesca, 1º febbraio 1901 (Impero tedesco) [107]
- Colonnello in capo del reggimento dei corazzieri renani "Graf Geßler" n. 8 (Prussia), 26 gennaio 1902 [108]
- Colonnello onorario del Reggimento di fanteria "Zamora" n. 8 (Spagna) [109][110]
- Ammiraglio della Marina reale danese, 24 maggio 1910 [111]